# Galen Spencer
Galen Spencer (n. 19 septembrie 1840, New York City, New York, SUA – d. 19 octombrie 1904, Greenwich, Connecticut, SUA) a fost un arcaș ce a reprezentat Statele Unite ale Americii, medaliat olimpic. A participat la o ediție a Jocurilor Olimpice (1904) în care a câștigat o medalie de aur.

## Participări
Lista de mai jos prezintă principalele competiții la care a participat Galen Spencer de-a lungul carierei.
- archery at the 1904 Summer Olympics – men's team round[*]